# Bryan Carrasco
Bryan Paul Carrasco Santos (* 31. Januar 1991 in San Miguel) ist ein chilenischer Fußballspieler.

## Karriere

### Verein
Bryan Carrasco gab sein Debüt mit 18 Jahren bei Audax Italiano in der Primera División. 2012 wurde der Flügelstürmer nach Europa in die kroatische Liga zum Serienmeister Dinamo Zagreb verliehen. Dort wurde er allerdings nur 3-mal eingesetzt und so ging er nach der Leihe zurück zu Audax Italiano. In der Transición 2017 wurde er mit 10 Toren Ligatorschützenkönig, wovon er fünf Treffer per Elfmeter erzielte.

### Nationalmannschaft
Bei der U-20-Fußball-Südamerikameisterschaft 2011 spielte Bryan Carrasco in allen neun Partien. Chile belegte am Ende der Finalrunde den fünften Platz. Carrasco erzielte im Turnier drei Tore für sein Team. Für die A-Nationalmannschaft spielte der Stürmer 4-mal, in denen er ein Tor erzielte.

## Erfolge
Dinamo Zagreb
- Meister Kroatiens: 2012/2013

## Auszeichnungen
- Torschützenkönig der Primera División de Chile: 2017-T